# Saint-Geniès-des-Mourgues
Saint-Geniès-des-Mourgues là một xã thuộc tỉnh Hérault trong vùng Occitanie phía nam nước Pháp.